# Патрино (Ярославская область)
Патрино — деревня в Пошехонском районе Ярославской области России. Входит в состав Ермаковского сельского поселения.

## География
Деревня находится в северной части области, в подзоне южной тайги, на левом берегу реки Маткомы и ручья Селезнёвский, на расстоянии примерно 34 километров (по прямой) к северо-западу от города Пошехонье, административного центра района. Абсолютная высота — 162 метра над уровнем моря.

### Климат
Климат характеризуется как умеренно континентальный, с продолжительной холодной зимой и коротким умеренно тёплым летом. Среднегодовая температура воздуха — 2,9 — 3,5 °C. Годовое количество атмосферных осадков — 500—750 мм, из которых большая часть выпадает в тёплый период. Преобладающее направление ветра юго-западное.

### Часовой пояс
Патрино, как и вся Ярославская область, находится в часовой зоне МСК (московское время). Смещение применяемого времени относительно UTC составляет +3:00.

## Население
| 2007 | 2010 |
| ---- | ---- |
| 17   | ↘13  |

### Национальный состав
Согласно результатам переписи 2002 года, в национальной структуре населения русские составляли 100 % из 21 чел.

## Инфраструктура
Почтовое отделение №152854, расположенное в селе Гаютино, на октябрь 2022 года обслуживает в деревне 34 дома.. Работает фельдшерско-акушерский пункт (филиал Пошехонской центральной районной больницы).
Улицы: Центральная, Колхозная.

## Транспорт
Патрино находится в двенадцати километрах к северу от деревни Гаютино, расположенной на асфальтированной дороге Р-104 «Сергиев-Посад — Череповец». От Гаютино до Зинкино идёт грунтовая дорога, от Зинкино до Патрино — асфальтированная. В самой деревне грунтовая дорога.